# Amata grahami
Amata grahami là một loài bướm đêm thuộc phân họ Arctiinae, họ Erebidae.